# Ловастатин
Ловастатин (Lovastatin) — гиполипидемический препарат, представляющий собой ингибитор ГМГ-КоА редуктазы. Также это вещество встречается в природе в плодовых телах вёшенки.

## Фармакологическое действие
Гиполипидемическое средство, нарушает ранние этапы синтеза холестерина в печени (на стадии мевалоновой кислоты). В организме образует свободную бета-гидроксикислоту, которая конкурентно подавляет ГМГ-КоА-редуктазу и нарушает её превращение в мевалонат, в результате чего снижается синтез холестерина, усиливается его катаболизм. Снижает концентрацию в крови ЛПОНП, ЛПНП и ТГ, умеренно увеличивает — ЛПВП. Значительно уменьшает количество апопротеина В (входящего в состав ЛПНП) и других циркулирующих компонентов ЛПНП. Выраженный терапевтический эффект проявляется в течение 2 недель, а максимальный — через 4-6 недель с момента начала лечения.

## Показания
Рекомендуется использовать только после того как другие меры, такие как диета, физические упражнения и снижение веса не улучшили уровень холестерина в достаточной степени.
Первичная гиперхолестеринемия с высокой концентрацией ЛПНП типа IIa и IIb (при неэффективности диетотерапии у пациентов в повышенным риском возникновения коронарного атеросклероза), комбинированная гиперхолестеринемия и гипертриглицеридемия, коррекция липидного профиля у больных неосложненным сахарным диабетом 1 и 2 типа, гиперлипопротеинемия (не поддающаяся коррекции специальной диетой и физической нагрузкой), атеросклероз.

## Противопоказания
Гиперчувствительность, острые заболевания печени, повышение активности «печеночных» трансаминаз (невыясненной этиологии), выраженная печеночная недостаточность, общее тяжелое состояние пациента, беременность, период лактации, детский возраст (безопасность и эффективность применения не установлены). C осторожностью. Заболевания печени (в анамнезе), хронический алкоголизм, трансплантация органов, сопутствующая иммунодепрессивная терапия, ХПН, ургентные хирургические манипуляции (в том числе стоматологические).

## Побочные действия
Со стороны пищеварительной системы: изжога, тошнота, запоры или диарея, метеоризм, сухость во рту, нарушение вкуса, снижение аппетита, гастралгия, холестатическая желтуха, нарушение функции печени, повышение активности «печеночных» трансаминаз, гепатит, острый панкреатит. Со стороны нервной системы: головокружение, головная боль, астения, бессонница, судороги, парестезии, психические нарушения. Со стороны опорно-двигательного аппарата: миалгия, миозит, миопатия, рабдомиолиз (у больных, получающих одновременно циклоспорин, гемфиброзил или никотиновую кислоту), артралгия. Со стороны органов кроветворения: гемолитическая анемия, лейкопения, тромбоцитопения. Со стороны органов чувств: «туман» перед глазами, помутнение хрусталика, катаракта, атрофия зрительного нерва. Лабораторные показатели: повышение активности «печеночных» трансаминаз, повышение активности КФК. Аллергические реакции: крапивница, ангионевротический отек, токсический эпидермальный некролиз (синдром Лайелла), кожная сыпь, зуд. Прочие: снижение потенции; острая почечная недостаточность (обусловленная рабдомиолизом), боль в грудной клетке, сердцебиение.

## FDA
В марте 2012 года FDA обновила своё руководство для статинов, включив в него отчёты о случаях потери памяти, повреждения печени, повышенного сахара в крови, развития сахарного диабета 2 типа и повреждении мышц. В новом руководстве указано:
- FDA было установлено, что повреждения печени, связанные с использованием статинов, редко, но могут произойти.
- Отчёты о случаях потери памяти, забывчивости и промежутках путаницы отмечены у всех статинов и во всех возрастных группах. Эти переживания редки, но пострадавшие часто сообщают о «нечёткости» в своём мышлении.
- Небольшое увеличение риска повышенного уровня сахара в крови и развития сахарного диабета 2 типа были зарегистрированы с использованием статинов.
- Некоторые препараты взаимодействуют со статинами таким образом, что увеличивает риск повреждения мышц (миопатии), проявляющееся необъяснимой мышечной слабостью и болью.

## Способ применения и дозы
Внутрь, во время еды, при гиперхолестеринемии начальная доза — 10-20 мг 1 раз в сутки, вечером (холестерин синтезируется в основном ночью), при атеросклерозе — 20-40 мг/сут. При необходимости дозу увеличивают каждые 4 нед. Максимальная суточная доза — 80 мг за 1-2 приема (во время завтрака и ужина). В случае снижения концентрации в плазме общего холестерина до 140 мг/100 мл (3.6 ммоль/л) или ЛПНП-холестерина до 75 мг/100 мл (1.94 ммоль/л) дозу следует уменьшить. При одновременном назначении с ЛС, подавляющими иммунитет, а также при выраженной ХПН суточная доза должна не превышать 20 мг.

## Особые указания
В случае стойкого повышения активности трансаминаз и/или КФК показана отмена препарата. Терапия должна быть прервана на длительное время или прекращена при общем тяжелом состоянии пациента вследствие какого-либо заболевания. При длительной терапии показан биохимический контроль функции печени. Активность трансаминаз определяют до начала лечения, каждые 8 нед в течение первого года терапии, далее — не реже 1 раза в полгода. В случае пропуска текущей дозы препарат необходимо принять как можно скорее. Если наступило время следующей дозы, дозу не удваивать. В период лечения больные должны находиться на стандартной диете с низким содержанием холестерина.

## Взаимодействие
Усиливает антикоагулянтный эффект непрямых антикоагулянтов и риск возникновения кровотечений. Иммунодепрессанты, гемфиброзил, никотиновая кислота, циклоспорины, эритромицины увеличивают риск развития рабдомиолиза, острой почечной недостаточности. Колестирамин и колестипол снижают биодоступность (применение ловастатина возможно через 4 ч после приема указанных ЛС, при этом отмечается аддитивный эффект). Циклоспорин повышает плазменную концентрацию метаболитов ловастатина. Фибраты, никотиновая кислота, итраконазол и др. противогрибковые ЛС группы азолов, эритромицин увеличивают риск развития миопатий.